# Jay Leggett

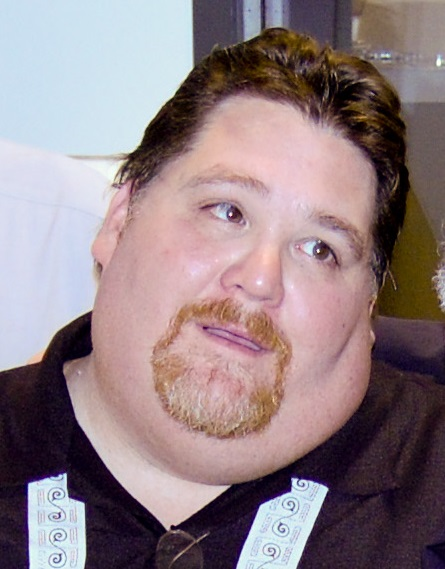
Jay Leggett, Juni 2008

Jay Michael Leggett (* 9. August 1963 in Tomahawk, Lincoln County, Wisconsin; † 23. November 2013 im Lincoln County, Wisconsin) war ein US-amerikanischer Komiker, Schauspieler, Improvisationskünstler, Regisseur, Drehbuchautor und Filmproduzent.

## Leben und Karriere
Leggett ist in Tomahawk, Lincoln County, Wisconsin geboren und aufgewachsen. Nach seinem Abschluss an der Tomahawk High School begann er ein Studium an der University of Wisconsin–Stevens Point, das er mit einem Bachelor of Fine Arts abschloss. Er studierte unter Del Close Improvisationskunst in Chicago, Illinois, bevor er nach Hollywood zog, um ab 1993 in der FOX-Sketchcomedy In Living Color mitzuwirken.
Leggett erschien in den verschiedensten Neben- und Kleinrollen in Dutzenden von US-amerikanischen Fernsehsendungen, darunter 1994 im zweistündigen Piloten Der erste Tag (Original: 23 Hours) als Mr. Canelli zu der NBC-Krankenhausserie Emergency Room – Die Notaufnahme.
Jay Leggett schrieb Drehbuch und produzierte 2004 den Film You’re Fired! (Original: Employee of the Month), in dem er als Dorff an der Seite von Matt Dillon, Christina Applegate und Steve Zahn selbst mitspielte. You’re Fired! kam in die offizielle Auswahl des Sundance Film Festivals.
Das Drehbuch für die 2004 von Paramount Pictures produzierte Abenteuerkomödie Trouble ohne Paddel (Original: Without A Paddle) mit Dax Shepard und Seth Green in den Hauptrollen, schrieb Leggett gemeinsam mit Mitch Rouse.
Als Produzent und Darsteller trat Leggett an der Seite von David Pasquesi (Smitty), Mitch Rouse (Gary) und Michael Coleman (Chase) in der Comedy Factory als Gus 2008 erneut in Erscheinung.
Im Jahr 2010 wurde der Dokumentarfilm To The Hunt veröffentlicht, der die Jagd und verschiedene Formen des Waidwerks und die Jagdgemeinschaft im Lincoln County, Wisconsin, beschreibt. Jay Leggett führte gemeinsam mit Charles Ketchabaw Regie und produzierte den Film.
Jay Leggett verstarb am 23. November 2013 an den Folgen eines Herzinfarkts im Alter von 50 Jahren, nachdem er den Tag in der Umgebung seiner Heimatgemeinde Tomahawk im Lincoln County, Wisconsin, auf der Jagd verbracht hatte. Leggett ist bisher der einzige Darsteller der Serie In Living Color, der verstarb.